# Seznam obiskov predsednika vlade Roberta Goloba
Seznam srečanj predsednika 15. vlade Republike Slovenije Roberta Goloba. Zajeta so uradna srečanja s predstavniki tujih držav in organizacij, veleposlaniki in videokonferenčna srečanja niso vključeni. 

## Srečanja v Sloveniji
| Datum             | Kraj | Gostje/srečanja | Gostitelj v Sloveniji | Opombe | Sklic                | Fotografija |
| 2022              | 2022 | 2022 | 2022 | 2022 | 2022                 | 2022        |
| ----------------- | --- | --- | --- | --- | -------------------- | ----------- |
| 6. junij          | Ljubljana | Alexander Schallenberg, minister za zunanje zadeve Avstrije | Tanja Fajon, ministrica za zunanje zadeve | Sprejem avstrijskega zunanjega ministra ob njegovem obisku v Sloveniji. | [ 2 ] [ 3 ]          |             |
| 15. julij         | Ljubljana | Katalin Novák, predsednica Madžarske | Borut Pahor, predsednik republike | Predsednik vlade je sprejel madžarsko predsednico ob njenem uradnem obisku v Sloveniji. | [ 4 ]                |             |
| 29.-30. avgust    | Bled | Bilateralna srečanja ob robu Ursula von der Leyen, predsednica Evropske komisije Andrej Plenković, predsednik vlade Hrvaške                                                                                  | Robert Golob, predsednik vlade | V sklopu Blejskega strateškega foruma se je predsednik vlade Robert Golob ob robu bilateralno sestal tudi s predsednico Evropske komisije Ursulo von der Leyen (ki je bila tudi osrednja govornica foruma) in prvič hrvaškim premierjem Plenkovićem. | [ 5 ] [ 6 ]          |             |
| 28. september     | Ljubljana | Elisa Ferreira, evropska komisarka za kohezijo in reforme | Aleksander Jevšek, minister za razvoj, strateške projekte in kohezijo | Premier Robert Golob je sprejel evropsko komisarko za kohezijo in reforme. | [ 7 ]                |             |
| 2. december       | Pince | Viktor Orban, predsednik vlade Madžarske Davor Filipović, minister za gospodarstvo Hrvaške | Robert Golob, predsednik vlade | Slovesnost ob zaključku gradnje daljnovoda Cirkovce-Pince, ki sta se je udeležila tudi madžarski premier Orban in hrvaški gospodarski minister Filipović. | [ 8 ]                |             |
| 5. december       | Strmol | Charles Michel, predsednik Evropskega sveta | Robert Golob, predsednik vlade | Obisk predsednika Evropskega sveta Charlesa Michela. Poleg tem, obravnavanih na EUCO, sta se pogovarjala tudi o energetiki, migracijah, ruski agresiji na Ukrajino in širitveni politiki EU, s poudarkom na Zahodnem Balkanu. | [ 9 ]                |             |
| 2023              | | | | |                      |             |
| 15. - 17. februar | 15. februar: - Ljubljana Damski program ob robu: - Postojnska jama, - tajni prostori hotela Jama - Predjamski grad 16. februar: - Ljubljana | Talat Xhaferi, predsednik Sobranja Republike Severne Makedonije in gospa Mereme Xhaferi. | 15. februar - Urška Klakočar Zupančič, predsednica Državnega zbora - vodje poslanskih skupin zatem - Odbor za zunanjo politiko zatem pa - Odbor za zunanje zadeve EU Popoldan - Nataša Pirc Musar, predsednica države zatem - Robert Golob, predsednik vlade zatem pa - Tanja Fajon, zunanja ministrica Ločen damski program: - Uršula Zore Tavčar, generalna sekretarska Državnega zbora 16. februar - Zoran Janković, župan Mestne občine Ljubljana - člani skupine prijatelstva z Republiko Severno Makedonijo | Na povabilo predsednice Državnega zbora Republike Slovenije Urške Klakočar Zupančič sta bila od 15. do 17. februarja 2023 na uradnem obisku v Republiki Sloveniji predsednik Sobranja Republike Severne Makedonije Talat Xhaferi in gospa Mereme Xhaferi. V četrtek popoldan je potekal sprejem v Predsedniški palači, kjer sta predsednika Sobranja ločeno sprejela predsednica Republike Slovenije Nataša Pirc Musar in nato predsednik Vlade Republike Slovenije dr. Robert Golob. Talat Xhaferi in Nataša Pirc Musar sta se strinjala, da je prihodnost Severne Makedonije in držav Zahodnega Balkana evropska. Predsednica republike je sogovorniku potrdila podporo Slovenije na poti Severne Makedonije v Evropsko unijo. Pogovarjala pa sta se tudi o pobudi Brdo-Brioni in vlogi mladih na naslednjem srečanju voditeljev. Talat Xhaferi in Robert Golob sta v odprtem pogovoru izpostavila odlične odnose med državama in evropsko pot Severne Makedonije. | [ 10 ] [ 11 ] [ 12 ] |             |
| 17. februar       | Brdo pri Kranju | Pedro Sánchez, predsednika vlade Kraljevine Španije | Robert Golob, predsednik vlade, zunanja ministrica Tanja Fajon | Obisk na temo bodočega predsedovanja Španije EU, razmer v Ukrajini, izzivov v energetiki, enotnega evropskega odziva na migracije in širitvene politike EU s poudarkom na Zahodnem Balkanu, pogovor tudi o možnostih nadaljnje krepitve gospodarskega sodelovanja med državama. Šlo je za prvi uradni obisk, ki ga je v Sloveniji gostil Robert Golob. | [ 13 ]               |             |
| 21. februar       | Brdo priKranju | Johan Eliasch, predsednik Mednarodne smučarske organizacije | Robert Golob, predsednik vlade | Obisk predsednika Mednarodne smučarske organizacije na temo trajnostnega vidika svetovnega prvenstva v nordijskem smučanju v Planici ter na njegov pomen za promocijo Slovenije. | [ 14 ]               |             |
| 22. februar       | Brdo pri Kranju | Xavier Bettel, predsednik vlade Luksemburga | Robert Golob, predsednik vlade | Uradni obisk luksemburškega predsednika vlade v Sloveniji, kamor je bil povabljen skupaj s svojim partnerjem. | [ 15 ]               |             |
| 23. februar       | Ljubljana | Nicolas Schmit, evropski komisar za delovna mesta in socialne pravice | Robert Golob, predsednik vlade | Delovni obisk evropskega komisarja za delovna mesta in socialne pravice. V ospredju pogovorov so bili krepitev konkurenčnosti, transformacija trga dela zaradi zelenega in digitalnega prehoda ter rešitve na ravni EU za pomanjkanje delovne sile. | [ 16 ] [ 17 ]        |             |
| 17. marec         | Ljubljana | Antonio Tajani, zunanji minister Italije | Tanja Fajon, ministrica za zunanje zadeve | Sprejem zunanjega ministra Italije ob njegovem obisku v Slovenije. | [ 18 ]               |             |
| 28. marec         | Brdo pri Kranju | Andrej Plenković, predsednik vlade Hrvaške | Robert Golob, predsednik vlade | Srečanje na temo sodelovanja na področju energetike, migracij in infrastrukture. | [ 19 ]               |             |
| 3. april          | Srečanje premierjev: Brdo pri Kranju Ločen damski program: Kranj                                                                            | Dimitar Kovačevski, predsednik vlade Severne Makedonije Ločen damski program: Elena Kovačevska, soproga premierja Severne Makedonije Andrijana Nikolovska, soproga ministra za kmetijstvo Severne Makedonije | Robert Golob, predsednik vlade Ločen damski program: Tina Gaber, soproga predsednika vlade | Srečanje na temo nadaljevanja rednega in intenzivnega političnega dialoga med državama ter krepitve dvostranskega sodelovanja, predvsem na gospodarskem področju. Pogovor tudi o integracijskem procesu Severne Makedonije v EU. | [ 20 ] [ 21 ]        |             |
| 26. maj           | Ljubljana | Johannes Hahn, evropski komisar za proračun in administrativne zadeve | Robert Golob, predsednik vlade | Delovni obisk evropskega komisarja za proračun in administrativne zadeve. V ospredju pogovorov so bile pomoč Ukrajini, inflacija in njeni učinki na izdatke unije, naraščajoči stroški zadolževanja za financiranje mehanizma za okrevanje po koronski krizi. | [ 22 ]               |             |
| 13. julij         | Ljubljana | Bajram Begaj, predsednik Republike Albanije | Robert Golob, predsednik vlade | Uradni obisk predsednika Albanije v Sloveniji. S premierjem bosta govorila evropski poti Albanije in razmerah na Zahodnem Balkanu. | [ 23 ]               |             |
| 15. september     | Ljubljana | Ghanem bin Shaheen bin Ghanem Al Ghanim, minister za verske zadeve Katarja | | | [ 24 ]               |             |
| 11. oktober       | Ljubljana | Martin Candinas, predsednik Nacionalnega sveta Švice | | | [ 25 ]               |             |
|                   | | | | |                      |             |
| 7. november       | Ljubljana | Jakov Milatović, predsednik Črne gore | Nataša Pirc Musar, predsednica države | | [ 26 ]               |             |
| 5. december       | Ljubljana | Annalena Baerbock, zunanja ministrica Nemčije | Tanja Fajon, ministrica za zunanje zadeve | | [ 27 ]               |             |
| 2024              | | | | |                      |             |
| 29. januar        | Ljubljana | Wang Yong, podpredsednik Nacionalnega odbora Politične posvetovalne konference Lr Kitajske | | | [ 28 ]               |             |
| 5. februar        | Ljubljana | Audrey Azoulay, generalna direktorica UNESCO | | | [ 29 ]               |             |
| 12. februar       | Ljubljana | Sameh Shoukry, zunanji minister Egipta | Tanja Fajon, ministrica za zunanje zadeve | | [ 30 ]               |             |

## Uradni, delovni in drugi obiski v tujini
| Datum            | Država/ organizacija           | Kraj       | Gostitelji in ostali državniki | Opombe | Sklic                | Fotografija |
| 2022             | 2022                           | 2022       | 2022 | 2022 | 2022                 | 2022        |
| ---------------- | ------------------------------ | ---------- | --- | --- | -------------------- | ----------- |
| 16.–17. junij    | Evropska unija                 | Bruselj    | Ursula von der Leyen, predsednica Evropske komisije Janez Lenarčič, evropski komisar za krizno upravljanje Charles Michel, predsednik Evropskega sveta | Delovni obisk, uvodni obisk premierja v mandatu 15. vlade Republike Slovenije. | [ 31 ] [ 32 ]        |             |
| 23. junij        | Evropska unija                 | Bruselj    | Charles Michel, predsednik Evropskega sveta | Udeležba na zasedanju Evropskega sveta, na katerem so člani med drugim razpravljali o evropski prihodnosti držav Zahodnega Balkana in podelitvi statusa kandidatk Ukrajini in Moldaviji. | [ 33 ]               |             |
| 28.–30. junij    | NATO Španija                   | Madrid     | Jens Stoltenberg, generalni sekretar zveze NATO Filip VI., španski kralj Bilateralna srečanja ob robu Andrzej Duda, predsednik Poljske Egils Levits, predsednik Latvije Milo Đukanović, predsednik Črne Gore Stevo Pendarovski, predsednik Severne Makedonije | Udeležba na vrhu zveze NATO, na katerem so voditelji razpravljali o najbolj perečih varnostnih vprašanjih in potrjevali novi strateški koncept zavezništva za prihodnje desetletje. Premier Golob je ob robu opravil tudi več dvostranih srečanj. | [ 34 ] [ 35 ]        |             |
| 12. julij        | Nemčija                        | Berlin     | Olaf Scholz, kancler Nemčije | Prvi bilateralni obisk predsednika vlade Goloba v tujini, kjer bo govora v ospredju o odzivu EU na dogajanje v Ukrajini in z njim povezani problematiki energetske in prehranske varnosti ter o možnostih nadaljnjega sodelovanja med državama. | [ 36 ] [ 37 ]        |             |
| 1. september     | Francija                       | Pariz      | Emmanuel Macron, predsednik Francije | Na povabilo francoskega predsednika se je premier Golob v Parizu mudil na delovnem obisku. Govorila sta o ključnih evropskih izzivih; med drugim o ruski invaziji na Ukrajino, energetski krizi, stanju na Balkanu. | [ 38 ] [ 39 ]        |             |
| 6.-7. oktober    | Češka Evropska unija           | Praga      | Petr Fiala, predsednik vlade Češke Charles Michel, predsednik Evropskega sveta BIlateralna srečanja ob robu Eduard Heger, predsednik vlade Slovaške Alexander De Croo, predsednik vlade Belgije Xavier Bettel, predsednik vlade Luksemburga Mark Rutte, predsednik vlade Nizozemske Vjosa Osmani-Sadriu, predsednica Kosova                                                                    | Predsednik vlade Golob se je udeležil neformalnega zasedanja Evropskega sveta na Češkem, ki predseduje Svetu Evropske unije. Ob dogodku je potekalo tudi prvo srečanje Evropske politične skupnosti. Ob robu je premier opravil tudi nekaj bilaterlanih srečanj. | [ 40 ] [ 41 ]        |             |
| 6. december      | Albanija                       | Tirana     | Edi Rama, predsednik vlade Albanije | Udeležba predsednika vlade Goloba na vrhu EU-Zahodni Balkan. | [ 42 ]               |             |
| 9. december      | Španija                        | Alicante   | Pedro Sanchez, predsednik vlade Španije | Premier Golob se je udeležil 9. vrha voditeljev držav članic skupine EU-MED9, kjer so voditelji voditelji držav so razpravljali o posledicah vojne v Ukrajini, energetski varnosti, odzivu na aktualne ekonomske izzive in krepitvi sodelovanja v Sredozemlju. | [ 43 ]               |             |
| 13. december     | Evropska unija                 | Strasbourg | Roberta Metsola, predsednica Evropskega parlamenta | Predsednik vlade Robert Golob je na plenarnem zasedanju nagovoril evropske poslance. | [ 44 ]               |             |
| 15. december     | Evropska unija                 | Bruselj    | Charles Michel, predsednik Evropskega sveta | Udeležba na rednem zasedanju Evropskega sveta, tokrat o nadaljnji pomoči Ukrajini, energetiki, konkurenčnosti Evropske unije v svetovnem merilu in širitveni politiki Unije. | [ 45 ] [ 46 ]        |             |
| 17. december     | Sveti sedež                    | Vatikan    | Papež Frančišek Pietro Parolin, državni tajnik Paul Richard Gallagher, tajnik za odnose z državami | Premierja Goloba je na zasebni avdienci gostil papež Frančišek, pogovorov sta se udeležila tudi vatikanski državni tajnik Parolin in tajnik za odnose z državami Gallagher. | [ 47 ] [ 48 ]        |             |
| 2023             |                                |            | | |                      |             |
| 13. marec        | Bosna in Hercegovina           | Sarajevo   | Borjana Krišto, predsedujoča Svetu ministrov BiH Nikola Špirić, predsednik Predstavniškega doma Denis Zvizdić, predsednik Doma narodov Željka Cvijanović, predsedujoča Predsedstvu Željko Komšić, član predsedstva Denis Bećirović, član predsedstva Elmedin Konaković, zunanji minister Staša Košarac, minister za zunanjo trgovino in ekonomske odnose                                       | Uradni dvostranski obisk premierja Goloba v Sarajevu, kjer se je srečal z državnim vrhom. Obisk je sledil decembrski odločitvi Evropskega sveta o podelitvi kandidatskega statusa Bosni in Hercegovini (BiH) za članstvo v Uniji. | [ 49 ]               |             |
| 23. - 24. marec  | Evropska unija                 | Bruselj    | Charles Michel, predsednik Evropskega sveta Antonio Guterres, generalni sekretar OZN | Udeležba na rednem zasedanju Evropskega sveta, v zvezi z naslednjimi temami: ruska agresija v Ukrajini, konkurenčnost evropske industrije, krepitev enotnega trga EU in stanje evropskega gospodarstva ter energije. | [ 50 ]               |             |
| 31. marec        | Ukrajina                       | Kijev      | Volodimir Zelenski, predsednik Ukrajine Denis Šmigal, predsednik vlade Ukrajine | Prvi obisk premierja v Ukrajini po začetku vojne februarja 2022. V okviru enodnevnega obiska se je udeležil slovesnosti v spomin na žrtve ruske invazije v Buči. | [ 51 ]               |             |
| 1. junij         | Moldavija                      | Kišinjev   | Maia Sandu, predsednica Moldavije Bilateralna srečanja ob robu Jakov Milatović, predsednik Črne gore Vjosa Osmani-Sadriu, predsednica Kosova Željka Cvijanović, predsedujoča Predsedstvu BiH | Drugo zasedanje Evropske politične skupnosti. Premier Golob je ob prihodu na vrh pozdravil novo gospodarsko pobudo za Zahodni Balkan ter izrazil obžalovanje zaradi novih napetosti na severu Kosova. | [ 52 ] [ 53 ]        |             |
| 13. junij        | Avstrija                       | Dunaj      | Karl Nehammer, zvezni kancler Avstrije Wolfgang Sobotka, predsednik avstrijskega zveznega parlamenta | Prvi uradni obisk premierja Goloba v Republiki Avstriji. Potekali so pogovori o dvostranskih odnosih med državama, energetiki, prihodnosti schengenskega območja, vojni v Ukrajini in razmerah na Zahodnem Balkanu, pa tudi o položaju slovenske narodne skupnosti v Republiki Avstriji. | [ 54 ] [ 55 ]        |             |
| 14. julij        | Hrvaška                        | Zagreb     | Andrej Plenković, predsednik vlade Hrvaške | Tretje srečanje predsednikov vlad Slovenije in Hrvaške. Govora je bilo predvsem o energetiki in sodelovanju med državama, pa tudi o migracijah in Zahodnem Balkanu. | [ 56 ]               |             |
| 12. september    | Luxembourg                     | Luksemburg | Xavier Bettel, predsednik vlade Luksemburga Fernand Etgen, predsednik poslanske zbornice | Uradni obisk v Luksemburgu | [ 57 ]               |             |
| 29. september    | Malta                          | Valletta   | Robert Abela, predsednik vlade Malte Ursula von der Leyen, predsednica Evropske komisije Charles Michel, predsednik Evropskega sveta Giorgia Meloni, predsednica vlade Italije Emmanuel Macron, predsednik Francije Kiriakos Micotakis, predsednik vlade Grčije Andrej Plenković, predsednik vlade Hrvaške Antonio Costa, predsednik vlade Portugalske Pedro Sanchez, predsednik vlade Španije | Predsednik vlade dr. Robert Golob se je udeležil 10. vrha voditeljev držav članic neformalne skupine EUMED 9 v malteški prestolnici Valletti. | [ 58 ]               |             |
| 5.-6. oktober    | Španija                        | Granada    | Pedro Sanchez, predsednik vlade Španije | Premier Golob se je udeležil zasedanja Evropske politične skupnosti in neformalnega srečanja Evropskega sveta | [ 59 ] [ 60 ]        |             |
| 26.-27. oktober  | Evropska unija                 | Bruselj    | Charles Michel, predsednik Evropskega sveta | Zasedanje Evropskega sveta | [ 61 ]               |             |
| 9. november      | Francija                       | Pariz      | Emmanuel Macron, predsednik Francije | Predsednik vlade se je udeležil mednarodne humanitarne konference za pomoč civilnemu prebivalstvu v Gazi | [ 62 ] [ 63 ]        |             |
| 14. november     | Italija                        | Rim        | Giorgia Meloni, predsednica vlade Italije | Delovni obisk |                      |             |
| 13. december     | Francija                       | Pariz      | Emmanuel Macron, predsednik Francije | Francoski predsednik Macron je Goloba sprejel na delovnem kosilu pred srečanjem Evropskega sveta | [ 64 ]               |             |
| 13.-15. december | Evropska unija                 | Bruselj    | Charles Michel, predsednik Evropskega sveta | Udeležba na Vrhu EU–Zahodni Balkan in rednem zasedanju Evropskega sveta | [ 65 ] [ 66 ] [ 67 ] |             |
| 2024             |                                |            | | |                      |             |
| 5. januar        | Francija                       | Pariz      | Emmanuel Macron, predsednik Francije | Premier Golob se je s prvim predsednikom Vlade Republike Slovenije Lojzetom Peterletom udeležil žalne slovesnosti ob smrti nekdanjega predsednika Evropske komisije Jacquesa Delorsa. | [ 68 ]               |             |
| 1. februar       | Evropska unija                 | Bruselj    | Charles Michel, predsednik Evropskega sveta | Izredno zasedanje Evropskega sveta. | [ 69 ]               |             |
| 15.-17. februar  | Nemčija                        | München    | Srečanja ob robu: Kamala Harris, podpredsednica ZDA Antonio Guterres, generalni sekretar OZN Abdulah II., kralj Jordanije | Udeležba na 60. Münchenski varnostni konferenci, ob robu je premier Golob opravil več srečanj, mdr. s podpredsednico ZDA Kamalo Harris. | [ 70 ] [ 71 ]        |             |
| 26. februar      | Francija                       | Pariz      | Emmanuel Macron, predsednik Francije | Udeležba na srečanju voditeljev držav EU na temo nadaljnjih korakov mednarodne skupnosti do Ukrajine. | [ 72 ]               |             |
| 21.-22. marec    | Evropska unija                 | Bruselj    | Charles Michel, predsednik Evropskega sveta | Udeležba na rednem marčevskem zasedanju Evropskega sveta. | [ 73 ]               |             |
| 12. april        | Avstrija                       | Dunaj      | Charles Michel, predsednik Evropskega sveta Karl Nehammer, zvezni kancler Avstrije | Udeležba na delovni večerji voditeljev na temo prihodnje Strateške agende EU 2024–2029. | [ 74 ]               |             |
| 17.-18. april    | Evropska unija                 | Bruselj    | Charles Michel, predsednik Evropskega sveta Roberta Metsola, predsednica Evropskega parlamenta | Udeležba na izrednem zasedanju Evropskega sveta. | [ 75 ]               |             |
| 27. maj          | Alžirija                       |            | Nadir Larbaoui, predsednik vlade Ažirije Abdelmadjid Tebboune, predsednik Ažirije | Bilateralni obisk premierja Goloba v Alžiriji, namen katerega je nadaljevanje intenzivnih in prijateljskih odnosov med državama. V spremstvu ministra Bojana Kumra je bila podpisana tudi pogodba za podaljšanje in povečanje dobave plina med slovenskim podjetjem Geoplin in alžirskim podjetjem Sonatrach.                                                                                   | [ 76 ]               |             |
| 11. junij        | Jordanija                      | Sweimeh    | Abdullah II., kralj Jordanije Abdel Fattah al Sis, predsednik Egipta António Guterres, generalni sekretar Združenih narodov Srečanja ob robu: Mahmud Abas, predsednik Palestine | Premier Golob se je udeležil mednarodne konference z naslovom "Poziv k ukrepanju: nujni humanitarni odziv za Gazo". Namen srečanja je bila krepitev mednarodnih prizadevanj za ublažitev humanitarne krize v Gazi, ki vključujejo dogovor o premirju in izpustitvi talcev, povečanju dostave humanitarne pomoči in zagotavljanje ključnih storitev za civilno prebivalstvo.                     | [ 77 ]               |             |
| 17. junij        | Evropska unija                 | Bruselj    | Charles Michel, predsednik Evropskega sveta | Udeležba na neformalnem zasedanju Evropskega sveta. | [ 78 ]               |             |
| 19.-20. junij    | Nemčija                        | München    | Markus Söder, predsednik vlade svobodne dežele Bavarske | Delovni obisk premierja Goloba v Münchnu, na temo nadgradnje bilateralnih odnosov in aktualnih evropskih tem. Predsednik vlade si je ogledal tudi tekmo Evropskega prvenstva v nogometu med Slovenijo in Srbijo. | [ 79 ]               |             |
| 27.-28. junij    | Evropska unija                 | Bruselj    | Charles Michel, predsednik Evropskega sveta | Udeležba na rednem junijskem zasedanju Evropskega sveta. | [ 80 ]               |             |
| 1. julij         | Nemčija                        | Frankfurt  | Luís Montenegro, predsednik vlade Portugalske Mike Josef, župan Frankfurta | Premier Golob si je v družbi portugalskega premierja, predsednika Nogometne zveze Slovenije in predsednika Portugalske nogometne federacije ogledal tekmo osmine finala Eura 2024 med Slovenijo in Portugalsko. | [ 81 ]               |             |
| 9.-11. julij     | NATO · Združene države Amerike | Washington | Jens Stoltenberg, generalni sekretar zveze NATO Joe Biden, predsednik ZDA Srečanja ob robu: Recep Tayyip Erdoğan, predsednik Turčije Alexander Stubb, predsednik vlade Finske Iztok Mirošič, veleposlanik Slovenije v ZDA | Udeležba na vrhu zveze NATO, ki se ga je premier udeležil skupaj z zunanjo ministrico Tanjo Fajon in obrambnim ministrom Marjanom Šarcem. Potekal je v znamenju obeležitve 75. obletnice zavezništva, kot tudi njegovih ključnih dosežkov ter izzivov. | [ 82 ]               |             |
| 18. julij        | Združeno kraljestvo            | Oxford     | Keir Starmer, predsednik vlade Združenega kraljestva Srečanja ob robu: Svetlana Tihanovska, vodja beloruske opozicije Xavier Espota, predsednikom vlade Kneževine Andore Volodimir Zelenski, predsednik Ukrajine | Udeležba na 4. vrhu Evropske politične skupnosti, ki ga je gostil novi britanski premier Keir Starmer. Premier Golob se je udeležil tudi sprejema, ki ga je za voditelje priredil britanski kralj Karel III., prav tako pa je z ukrajinskim predsednikom Zelenskim ob robu vrha podpisal Sporazum o sodelovanju na področju varnosti in dolgoročni podpori med Republiko Slovenijo in Ukrajino. | [ 83 ]               |             |
| 26. julij        | Francija                       | Pariz      | Emmanuel Macron, predsednik Francije | Premier Golob se je ob obisku otvoritve OI 2024 udeležil sprejema pri predsedniku Francoske republike Emmanuelu Macronu. | [ 84 ]               |             |
| 28. - 29. avgust | Francija                       | Pariz      | Emmanuel Macron, predsednik Francije | Udeležba na otvoritvenih slovesnostih paralimpijskih iger 2024 v Parizu, premier Golob se je tudi tokrat udeležil tudi sprejema pri francoskem predsedniku. | [ 85 ]               |             |

## Galerija
- Srečanje z zunanjim ministrom Avstrije, junij 2022
- Obisk v Bruslju, s predsednikom Evropskega sveta in predsednikom Srbije, junij 2022
- Skupinska fotografiju na vrhu zveze NATO v Madridu, junij 2022
- Golob in španski kraljevi par, junij 2022
- Golob in poljski predsednik Andrzej Duda, junij 2022
- Golob in nemški kancler Olaf Scholz, julij 2022
- Blejski strateški forum, s predsednico EK ter hrvaškim premierjem, avgust 2022
- Golob in francoski premier Emmanuel Macron, september 2022
- Vrh voditeljev držav Evropske unije in Zahodnega Balkana.
- Nagovor Roberta Goloba Evropskemu parlamentu, december 2022
- Golob in premier Severne Makedonije Dimitar Kovačevski, april 2023
- S predsednico EK na ogledu Črne na Koroškem leto dni po poplavah, september 2024
- Panel voditeljev na Blejskem strateškem forumu, september 2024